# Crangonyx forbesi
Crangonyx forbesi är en kräftdjursart som först beskrevs av Leslie Raymond Hubricht och J.G. Mackin 1940.  Crangonyx forbesi ingår i släktet Crangonyx och familjen Crangonyctidae. Inga underarter finns listade i Catalogue of Life.